# Eremogone cucubaloides
Eremogone cucubaloides là loài thực vật có hoa thuộc họ Cẩm chướng. Loài này được (Sm.) Hohen. mô tả khoa học đầu tiên năm 1838.